# Brett Lernout
Brett Lernout, född 24 september 1995, är en kanadensisk professionell ishockeyspelare som är kontrakterad till NHL-organisationen Montreal Canadiens och spelar för deras primära samarbetspartner St. John's Icecaps i American Hockey League (AHL). Han har tidigare spelat på lägre nivåer för Hamilton Bulldogs i AHL och Saskatoon Blades och Swift Current Broncos i Western Hockey League (WHL).
Lernout draftades i tredje rundan i 2014 års draft av Montreal Canadiens som 73:e spelare totalt

## Statistik
| 2009–2010  | Winnipeg Sharks Bantam AAA    | WBAAA      | 25  | 1  | 6  | 7  | 27  | —  | — | — | — | —  |
| 2010–2011  | Winnipeg Warriors City Midget | WCML       | 31  | 3  | 12 | 15 | 67  | —  | — | — | — | —  |
| 2011–2012  | Winnipeg Wild Midget AAA      | MMHL       | 44  | 8  | 27 | 35 | 62  | 9  | 1 | 4 | 5 | 16 |
|            | Steinbach Pistons             | MJHL       | 6   | 0  | 1  | 1  | 0   | —  | — | — | — | —  |
|            | Saskatoon Blades              | WHL        | 2   | 0  | 0  | 0  | 0   | —  | — | — | — | —  |
| 2012–2013  | Saskatoon Blades              | WHL        | 18  | 0  | 0  | 0  | 0   | —  | — | — | — | —  |
|            | Swift Current Broncos         | WHL        | 41  | 1  | 1  | 2  | 28  | 5  | 0 | 0 | 0 | 0  |
| 2013–2014  | Swift Current Broncos         | WHL        | 72  | 8  | 14 | 22 | 103 | 6  | 0 | 1 | 1 | 0  |
| 2014–2015  | Swift Current Broncos         | WHL        | 72  | 14 | 28 | 42 | 68  | 4  | 1 | 0 | 1 | 4  |
|            | Hamilton Bulldogs             | AHL        | 6   | 0  | 0  | 0  | 2   | —  | — | — | — | —  |
| 2015–2016  | Montreal Canadiens            | NHL        | 1   | 0  | 0  | 0  | 0   | —  | — | — | — | —  |
|            | St. John's Icecaps            | AHL        | 69  | 2  | 10 | 12 | 73  | —  | — | — | — | —  |
| NHL totalt | NHL totalt                    | NHL totalt | 1   | 0  | 0  | 0  | 0   | —  | — | — | — | —  |
| AHL totalt | AHL totalt                    | AHL totalt | 75  | 2  | 10 | 12 | 75  | —  | — | — | — | —  |
| WHL totalt | WHL totalt                    | WHL totalt | 205 | 23 | 43 | 66 | 214 | 15 | 1 | 1 | 2 | 4  |